# 고성 남씨 족보
고성남씨족보(固城南氏族譜)는 대전광역시 중구 호동에 있는, 17세기~18세기 초반에 간행된 내외자손보이다. 2017년 6월 19일 대전광역시의 유형문화재 제55호로 지정되었다.

## 개요
고성남씨족보는 17세기~18세기 초반에 간행된 내외자손보로, 통상 내외자손보는 17세기 초반까지 존재하였던 것으로 알려졌지만, 본보는 17세기 말 내지 18세기 초반까지도 내외자손보가 존재하였음을 보여주는 사례이다. 특히 본보는 대전 지방 고성남씨 내외자손을 수록한 내외자손보라는 점에서 17세기~18세기 초반 대전의 사회문화상을 반영한 자료이다.

## 참고 자료
- 고성 남씨 족보 - 국가유산청 국가유산포털